# Aldeanueva del Codonal
Pour les articles homonymes, voir Aldeanueva.
Aldeanueva del Codonal est une commune de la province de Ségovie dans la communauté autonome de Castille-et-León en Espagne.